# Lysimachia ciliata
Espèce
Classification APG III (2009)
Lysimachia ciliata, la Lysimaque ciliée, est une espèce de plantes à fleurs du genre Lysimachia et de la famille des Primulaceae selon la classification classique et la classification phylogénétique APG III (2009) (ou des Myrsinaceae selon la classification phylogénétique APG (1998) et la classification phylogénétique APG II (2003)). C'est une plante vivace est originaire d'Amérique du Nord.

## Description

Anatomie de la lysimaque ciliée.

Il s'agit d'une plante herbacée à tige glabre, érigée, simple ou parfois ramifiée, de 20 à 130 cm de hauteur. Cette tige produit sous terre des rhizomes fins ou très légèrement épaissis. 
Les feuilles sont opposées, portées par un pétiole long de 5 à 60 mm et portant des cils bien visibles de longs de 0,6 à 2 mm. Chaque feuille est simple, verte, sauf chez la variété 'Firecracker' dont les feuilles sont partiellement ou entièrement teintées de pourpre. Le limbe lancéolé mesure de 4 à 15 cm de long pour 1,5 à 6,5 cm de large. La bordure de la feuille est entière et porte de très petits cils, alors que la surface du limbe est glabre. La nervation est pennée, légèrement arquée. 
Cette espèce fleurit en été. Les fleurs jaunes, solitaires, sont placées à l'aisselle des feuilles et sont portées par un pédicelle de 1,5 à 7 cm de long. Chaque fleur a un calice composé de 5 sépales de forme lancéolée et de 2,5 à 9 mm de long. La corolle comprend 5 pétales de forme arrondie, jaunes (parfois un peu rougeâtre à la base), non rayés, de 5 à 12 mm de long. Les étamines, plus courtes que la corolle, sont accompagnées de staminodes. Le fruit est une capsule glabre de 5 à 7 mm de diamètre. 
La formule chromosomique de cette espèce est variable ; les diploïdes possèdent 2n = 34 chromosomes et les polyploïdes jusqu'à 112 chromosomes.

## Répartition et habitat
Elle est originaire d'Amérique du Nord, incluant la majeure partie du sud du Canada et la majeure partie des États-Unis, à l'exception du sud-ouest. On la retrouve à proximité des forêts et dans les champs. Elle est également utilisée en tant que plante ornementale.

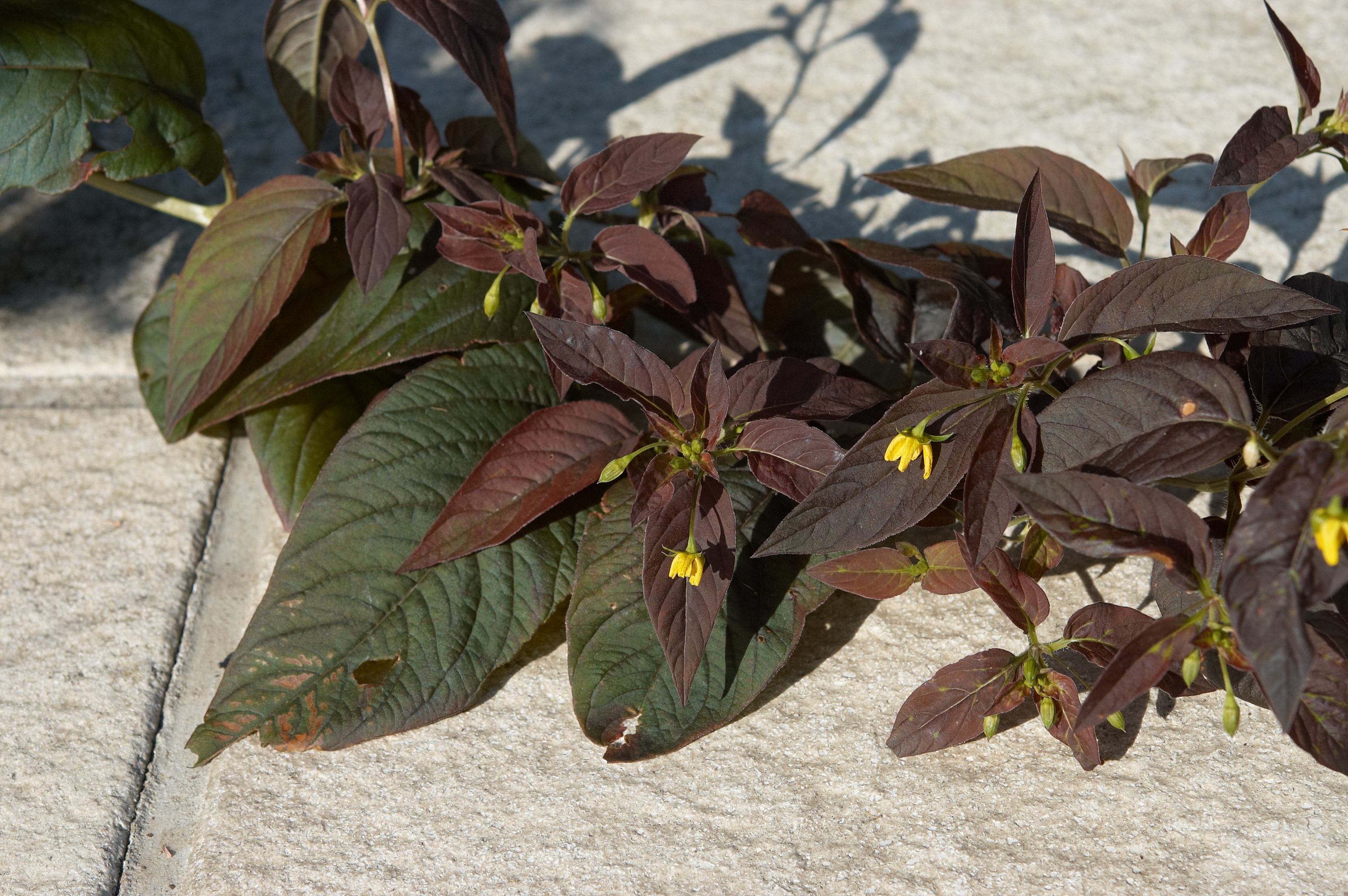
Variété 'Firecracker'.